# Loxomphalia rubida
Genre
Espèce
Loxomphalia rubida, unique représentant du genre Loxomphalia, est une espèce d'araignées mygalomorphes de la famille des Theraphosidae.

## Distribution
Cette espèce est endémique de l'île d'Unguja dans l'archipel de Zanzibar en Tanzanie.

## Publication originale
- Simon, 1889 : Descriptions d'espèces africaines nouvelles de la famille des Aviculariidae. Actes de la Société linnéenne de Bordeaux, vol. 42, p. 405-415 (texte intégral).